# Pugieu
Pugieu korábbi község (település) Franciaországban, Ain megyében. 2017. január 1-jén Chazey-Bons addigi községgel egyesült és Chazey-Bons új község része lett.
Lakosainak száma 155 fő (2018. január 1.). Pugieu Andert-et-Condon, Cheignieu-la-Balme, Contrevoz, Cuzieu, Virieu-le-Grand és Chazey-Bons községekkel határos.

## Népesség
A település népességének változása:
| Lakosok száma | 109  | 91   | 108  | 123  | 126  | 175  | 169  | 151  | 151  | 155  |
|               | 1968 | 1975 | 1982 | 1990 | 1999 | 2011 | 2013 | 2015 | 2017 | 2018 |